# Frísia Oriental
Frísia Oriental (em alemão:  Ostfriesland; Frísio Oriental Baixo Saxão: Oostfreesland; em neerlandês:  Oost-Friesland) é uma região costeira no noroeste do estado federal alemão da Baixa Saxônia. É a seção da Frísia entre a Frísia Ocidental e a Frísia Média na Holanda e a Frísia do Norte em Schleswig-Holstein.
Administrativamente, Ostfriesland pertence a três distritos, Aurich, Leer, Wittmund e à cidade de Emden. Existem 465.000 pessoas vivendo em uma área de 3.144,26 quilômetros quadrados.
Há uma cadeia de ilhas ao largo da costa, chamada Ilhas da Frísia Oriental (Ostfriesische Inseln). Essas ilhas são (de oeste a leste) Borkum, Juist, Norderney, Baltrum, Langeoog, Spiekeroog e Wangerooge.

## História
A região geográfica da Frísia Oriental era habitada nos tempos do Paleolítico por caçadores de renas da cultura de Hamburgo. Mais tarde, houve assentamentos mesolíticos e neolíticos de várias culturas. O período após a pré-história só pode ser reconstruído a partir de evidências arqueológicas. O acesso à história inicial da Frísia Oriental é possível em parte através da arqueologia e em parte através do estudo de fontes externas, como documentos romanos. O primeiro evento histórico comprovado foi a chegada de uma frota romana sob Drusus em 12 a.C.; os navios navegaram no curso do rio Ems e retornaram.
Os assentamentos anteriores, conhecidos apenas por remanescentes materiais, mas cujo nome popular permanece desconhecido, levaram à invasão de tribos germânicas pertencentes ao grupo ingavaônico. Aqueles foram Chauci mencionados por Tácito e Frísios. A região entre os rios Ems e Weser era então habitada pelos Chauci; no entanto, após o século II d.C., não há menção aos Chauci. Eles foram parcialmente deslocados pela expansão frisiana após cerca de 500 e mais tarde foram absorvidos parcialmente pela sociedade frisiana.
Os saxões também estabeleceram a região e a população da Frísia Oriental dos tempos medievais é baseada em uma mistura de elementos frísios e saxões. No entanto, o elemento frísio é predominante na área costeira, enquanto a população da área mais alta de Geest expressa mais influência saxã.
As informações históricas tornam-se mais claras no início do período carolíngia, quando um reino frísio unia toda a área da Frísia Ocidental atual (as províncias holandesas da Frísia e Groningen e parte da Holanda do Norte) em toda a Frísia Oriental até o rio Weser. Era governado por reis como o famoso Radbod, cujos nomes conhecidos ainda eram mencionados nos contos populares até os últimos tempos. Frisia era um reino de vida curta e foi esmagado por Pippin de Herstal em 689. Frísia Oriental tornou-se parte do Império Franco. Carlos, o Grande, dividiu a Frísia Oriental em dois condados. Neste momento, cristianização pelos missionários Liudger e Willehad iniciados; uma parte da Frísia Oriental tornou-se parte da diocese de Bremen, a outra a diocese de Münster.
Com a decadência do império carolíngia, a Frísia Oriental perdeu seus vínculos anteriores e foi estabelecida uma unidade de distritos autônomos independentes. Suas eleições eram realizadas todos os anos para escolher os "Redjeven" (conselheiros), que tinham que ser juízes, além de administradores ou governadores. Este sistema impediu o estabelecimento de um sistema feudalista na Frísia Oriental durante os tempos medievais. Os frísios se consideravam pessoas livres, não obrigadas a nenhuma autoridade estrangeira. Esse período é chamado de "Friesische Freiheit" (liberdade frísia) e é representado pela ainda conhecida saudação "Eala Frya Fresena" (Levante-se, frísio livre!) Que afirmava a inexistência de qualquer feudalidade. Representantes frísios dos muitos distritos das sete áreas costeiras de Frisia se reuniam uma vez por ano no Upstalsboom, localizado em Rahe (perto de Aurich).
No início da Idade Média, as pessoas só podiam se instalar nas áreas mais altas de Geest ou erguer nas áreas pantanosas "Warften", colinas artificiais para proteger o assentamento, seja uma única fazenda ou uma vila inteira, contra as inundações do Mar do Norte.
Por volta de 1000 d.C., os frísios começaram a construir grandes diques ao longo da costa do Mar do Norte. Isso teve um grande efeito no estabelecimento de um sentimento de identidade e independência nacional. Até o final da Idade Média, Ostfriesland resistiu às tentativas dos estados alemães de conquistar as costas.
Durante o século 14, a adesão à constituição de Redjeven decaiu. Catástrofes e epidemias como a pestilência intensificaram o processo de desestabilização. Isso proporcionou uma oportunidade para clãs familiares influentes estabelecerem uma nova regra. Como chefes (em alemão baixo: "hovedlinge"; em alemão padrão: "Häuptlinge") eles assumiram o controle sobre aldeias, cidades e regiões na Frísia Oriental; no entanto, eles ainda não estabeleceram um sistema feudal, como era conhecido no resto da Europa. Em vez disso, o sistema implementado na Frísia era um sistema de acompanhamento que tem alguma semelhança com as formas mais antigas de regra conhecidas das culturas germânicas do norte. Havia uma relação específica de dependência entre os habitantes da área governada e o chefe, mas o povo mantinha sua liberdade individual e podia se mover para onde quisesse.

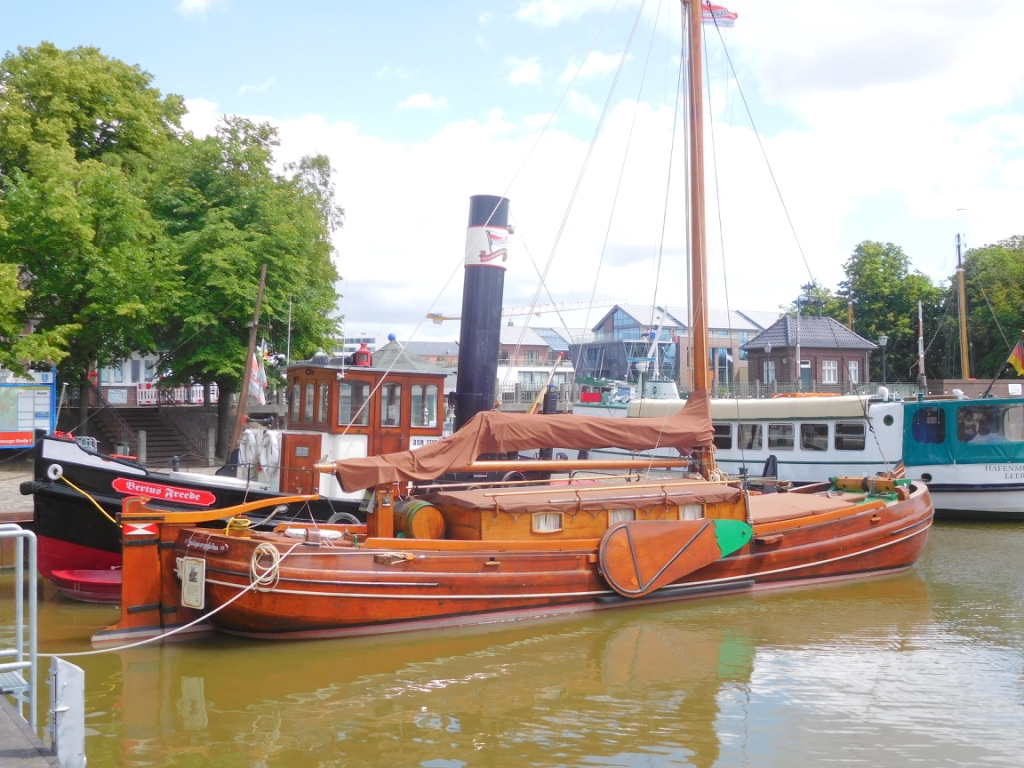
Cisjordânia do rio Ems em Leer

Os frísios controlavam a foz do rio Ems e ameaçavam os navios descendo o rio. Por esse motivo, o estado de Oldemburgo fez várias tentativas de subjugar a Frísia Oriental durante o século XII. Graças ao terreno pantanoso, os camponeses frísios sempre derrotavam os exércitos de Oldemburgo. Em 1156, mesmo Henrique, o Leão, não conseguiu conquistar a região. Os conflitos duraram pelos próximos séculos. No século XIV, Oldemburgo desistiu dos planos de conquistar Ostfriesland, restringindo seus ataques a invasões irregulares, matando animais e depois partindo.
Os chefes da Frísia Oriental costumavam abrigar piratas como os famosos Klaus Störtebeker e Goedeke Michel, que eram uma ameaça aos navios da poderosa Liga Hanseática que eles atacavam e roubavam. Em 1400, uma expedição punitiva da Liga Hanseática contra a Frísia Oriental teve êxito. Os chefes tiveram que prometer interromper seu apoio aos piratas. Em 1402, Störtebeker, que não era frísio de nascimento, foi capturado e executado em Hamburgo.
A gama de poder e influência diferia entre os chefes. Alguns clãs alcançaram um estado predominante. Um deles foi o Tom Broks do Brokmerland (hoje: Brookmerland) que governou grande parte da Frísia Oriental por várias gerações até que um ex-seguidor, Focko Ukena de Leer, derrotou o último Tom Brok. Mas um grupo de chefes opostos sob a liderança dos Cirksenas de Greetsiel derrotou e expulsou Fokko, que mais tarde morreu perto de Groningen.
Depois de 1465, um dos últimos chefes da casa de Cirksena foi nomeado conde pelo Imperador Frederico III e aceitou a soberania do Sacro Império Romano. No entanto, em 1514, o imperador ordenou que um duque da Saxônia fosse o herdeiro do conde da Frísia Oriental. O conde Edzard I, da Frísia Oriental, recusou-se a aceitar essa ordem e foi proibido. Vinte e quatro duques e príncipes alemães invadiram Frisia com seus exércitos. Apesar de sua superioridade numérica, eles não derrotaram Edzard, e em 1517 o imperador teve que aceitar Edzard e seus descendentes como condes da Frísia Oriental.
Frísia Oriental desempenhou um papel importante no período da Reforma. Menno Simons, fundador da igreja menonita, encontrou refúgio lá.
Em 1654, as condes da Frísia Oriental, sentadas em Aurich, foram elevadas ao posto de príncipes. Seu poder, no entanto, permaneceu limitado por causa de vários fatores. Externamente, a Frísia Oriental tornou-se um satélite da Holanda, com guarnições holandesas estacionadas em diferentes cidades permanentemente. Cidades importantes como Emden eram administradas autonomamente por seus cidadãos, o príncipe não tendo muita influência sobre eles. Um parlamento frísio, o Ostfreesk Landschaft, era uma assembléia de diferentes grupos sociais da Frísia Oriental, protegendo zelosamente os direitos e liberdades tradicionais dos frísios contra o príncipe. A independência da Frísia Oriental terminou em 1744, quando a região foi tomada pela Prússia depois que o último príncipe de Cirksena morreu sem problemas. Não houve resistência a essa aquisição, uma vez que ela havia sido previamente contratada. A Prússia respeitava a autonomia tradicional dos frísios, governada pelo chanceler frisiano Sebastian Homfeld.
Em 1806, a Frísia Oriental (agora chamada Oostfreesland) foi anexada pelo Reino Napoleônico da Holanda e depois tornou-se parte do Império Francês. A maior parte da Frísia Oriental foi renomeada como Departamento Ems-Oriental, enquanto uma pequena faixa de terra, a Rheiderland, tornou-se parte do Departamento Holandês Ems-Occidental. O imperador francês Napoleão I empreendeu a maior reforma da sociedade frísia da história: ele introduziu prefeitos, onde a administração local ainda estava nas mãos de grupos autônomos de anciãos (como Diekgreven, Kerkenolderlings etc.), introduziu o Código Civil e reformou o sistema de nomes antigo da Frísia, introduzindo novos nomes de família em 1811. Nos anos seguintes, os frísios orientais registraram seus nomes de família, geralmente dependendo do nome do pai, área ou mestre (se não livre).
Após as guerras napoleônicas, a Frísia Oriental ocupada pela primeira vez pelos soldados prussianos e russos em 1813 foi re-anexada pela Prússia. No entanto, em 1815, a Prússia teve que ceder a Frísia Oriental ao Reino de Hannover, que foi anexado pela Prússia em 1866.

### Mapas

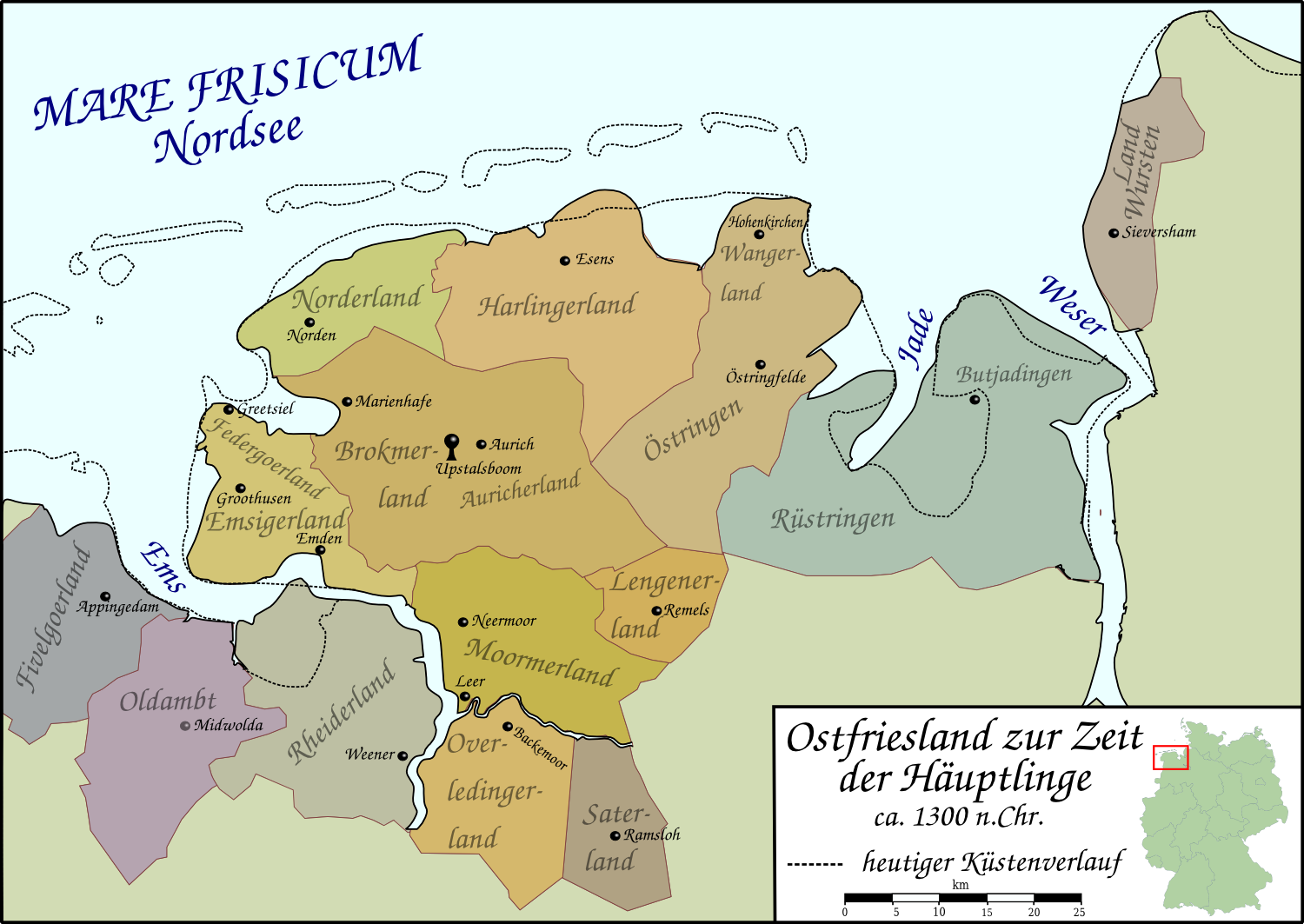
Frísia Oriental 1300
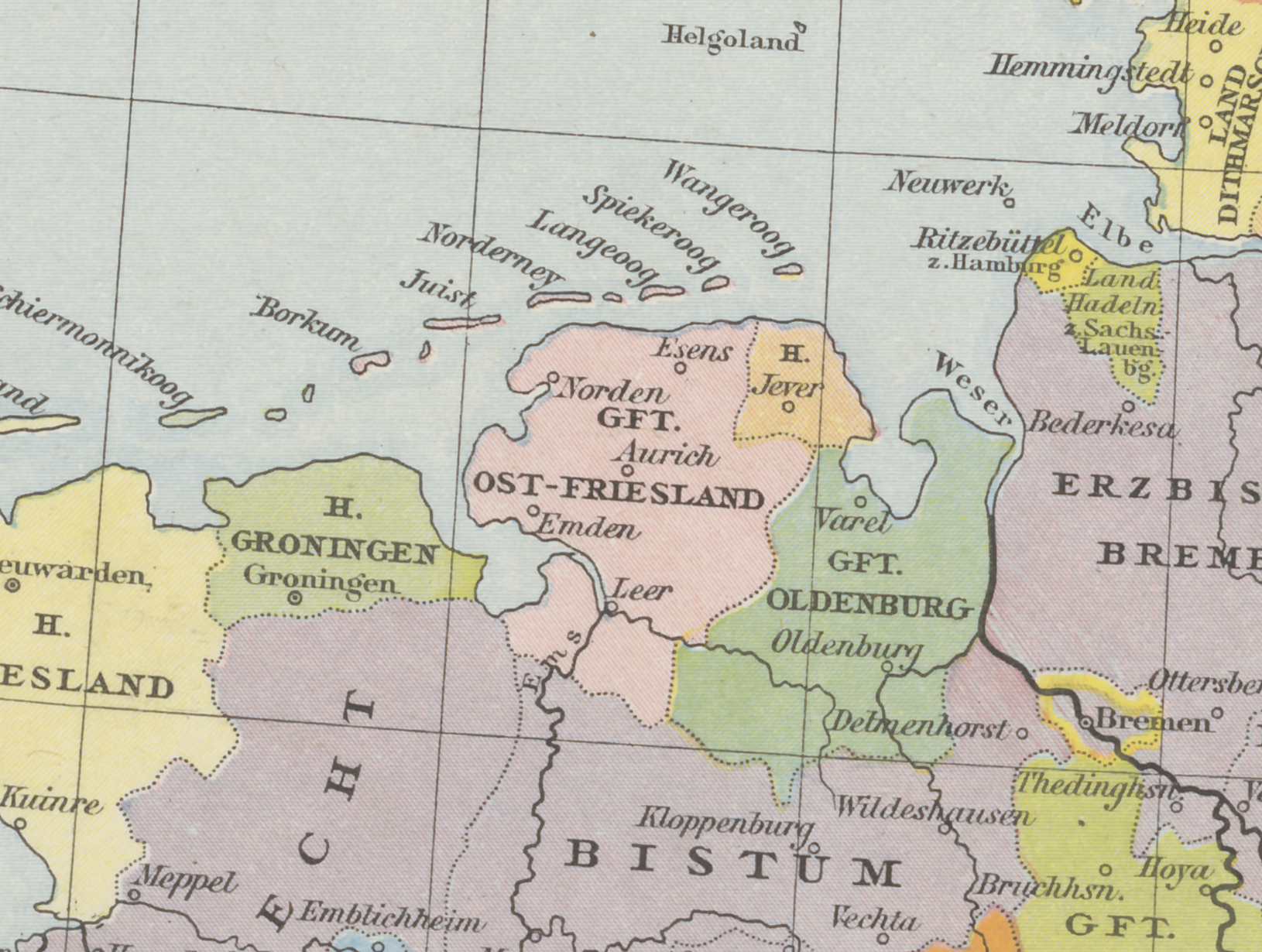
Condado de Frísia Oriental 1500
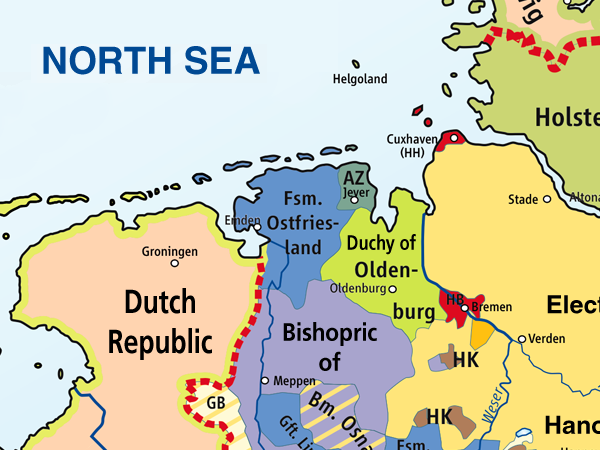
Principado Frísia Oriental do Sacro Império Romano, 1789
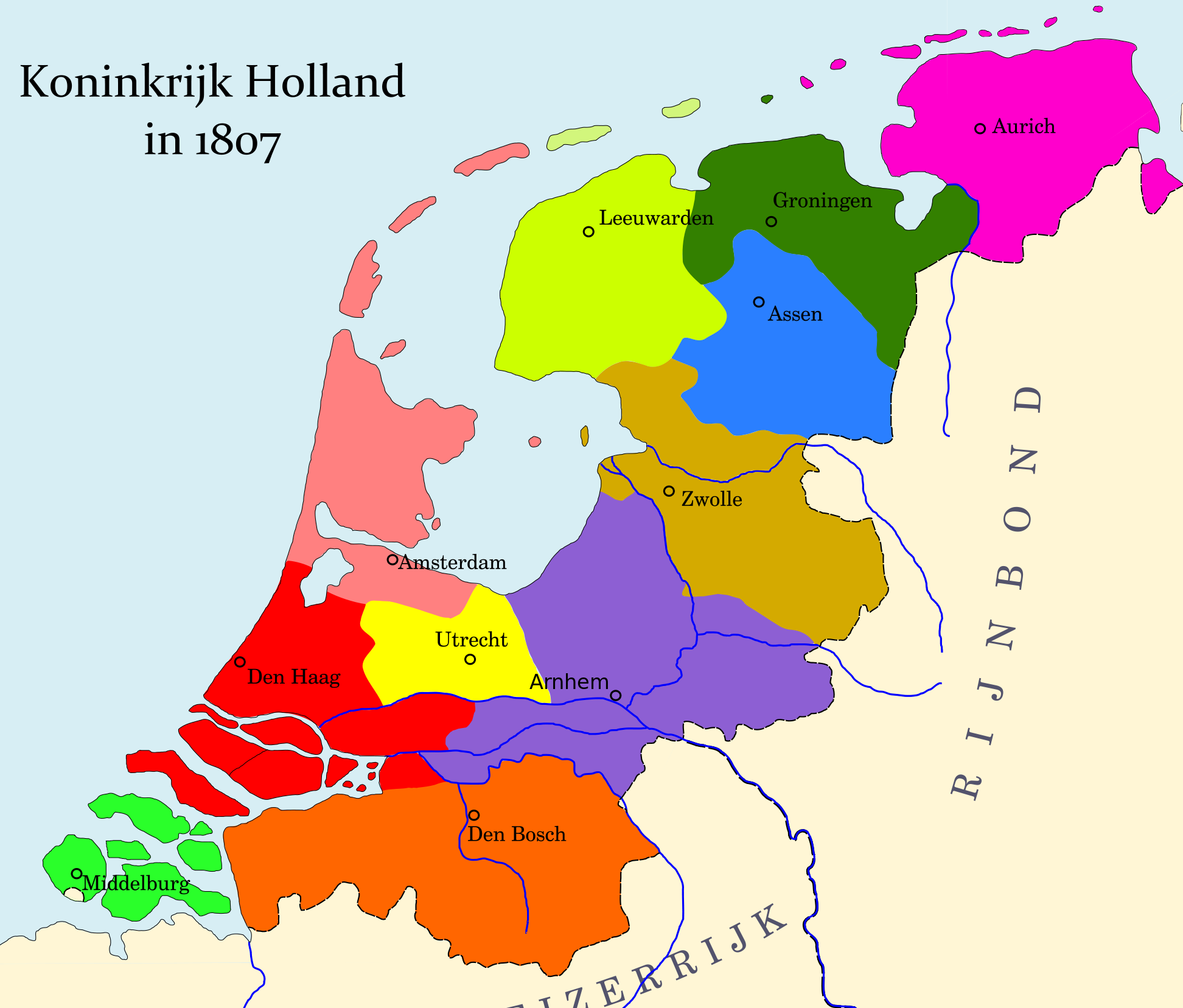
Departamento holandês real Oost Friesland (canto superior direito), 1807
Ostfriesland alemão hoje
Ost-Friesland - Não é necessário →
Distrito da Frísia - Necessário clarificação →

## Geografia
A paisagem é influenciada por sua proximidade com o Mar do Norte. As ilhas da Frísia Oriental se estendem por 90 quilômetros ao longo da costa. Eles oferecem dunas e praias de areia, embora no centro tenham grama e bosques também. A área entre as ilhas e a costa é única no mundo: a maré deixa um amplo trecho de lamaçal com riachos que atraem um número extraordinário de espécies, vermes e caranguejos, além de pássaros ou focas. Por esta razão, a UNESCO Fundo do Património Mundial declarado o Mar de Wadden, que já tinha sido um parque nacional, patrimônio mundial. Longe da área costeira, grande parte da geografia física é "Geest" e Heathland. 

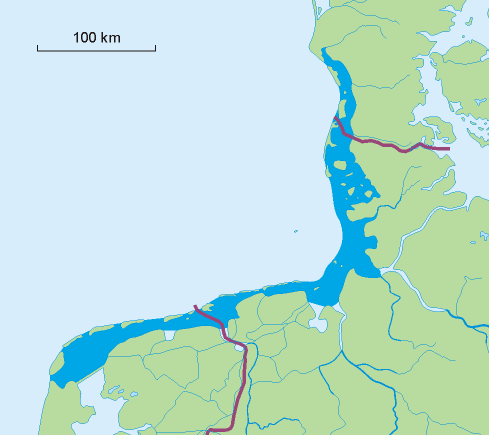
Mar de Wadden
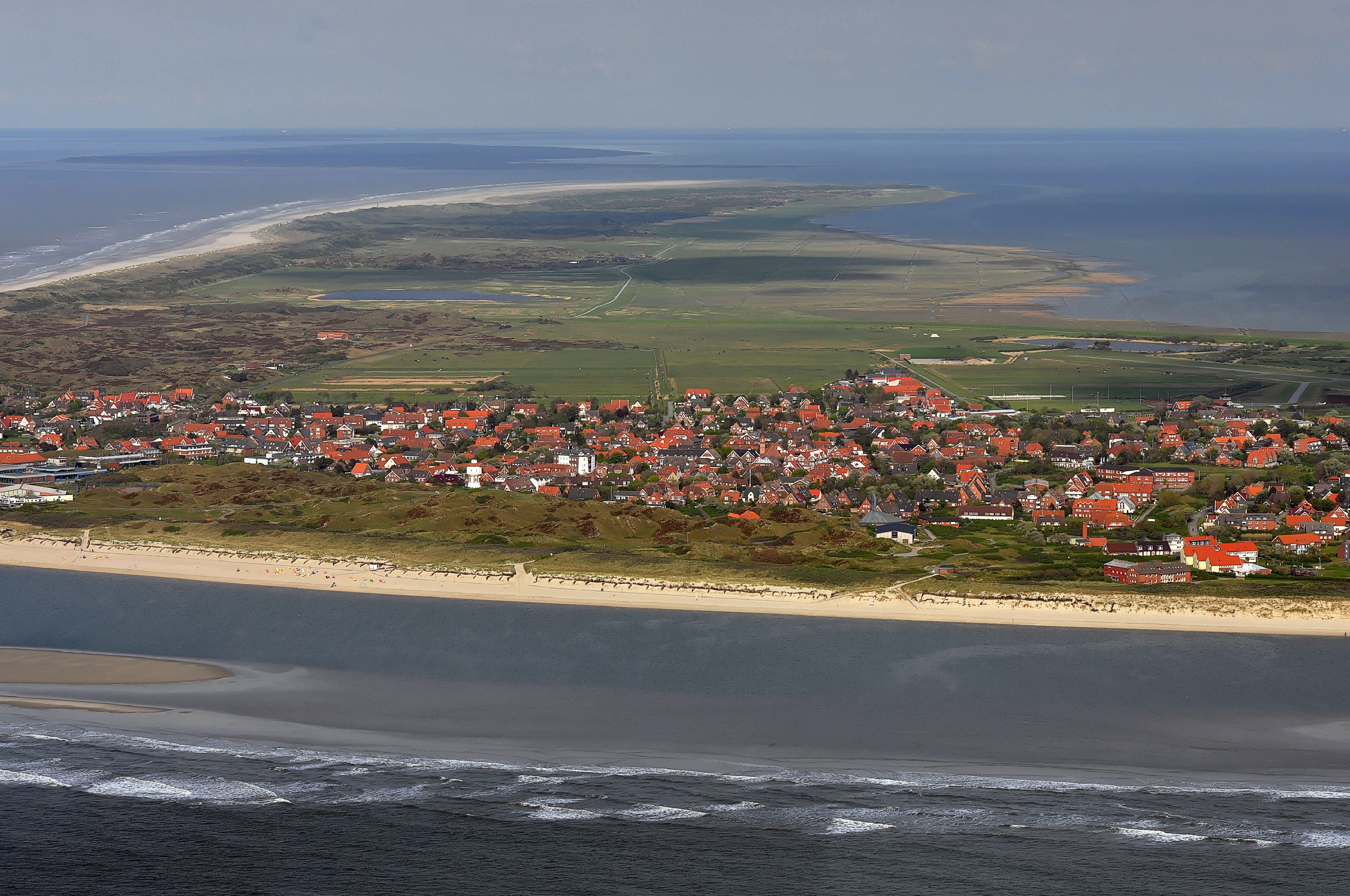
Vista aérea de Langeoog
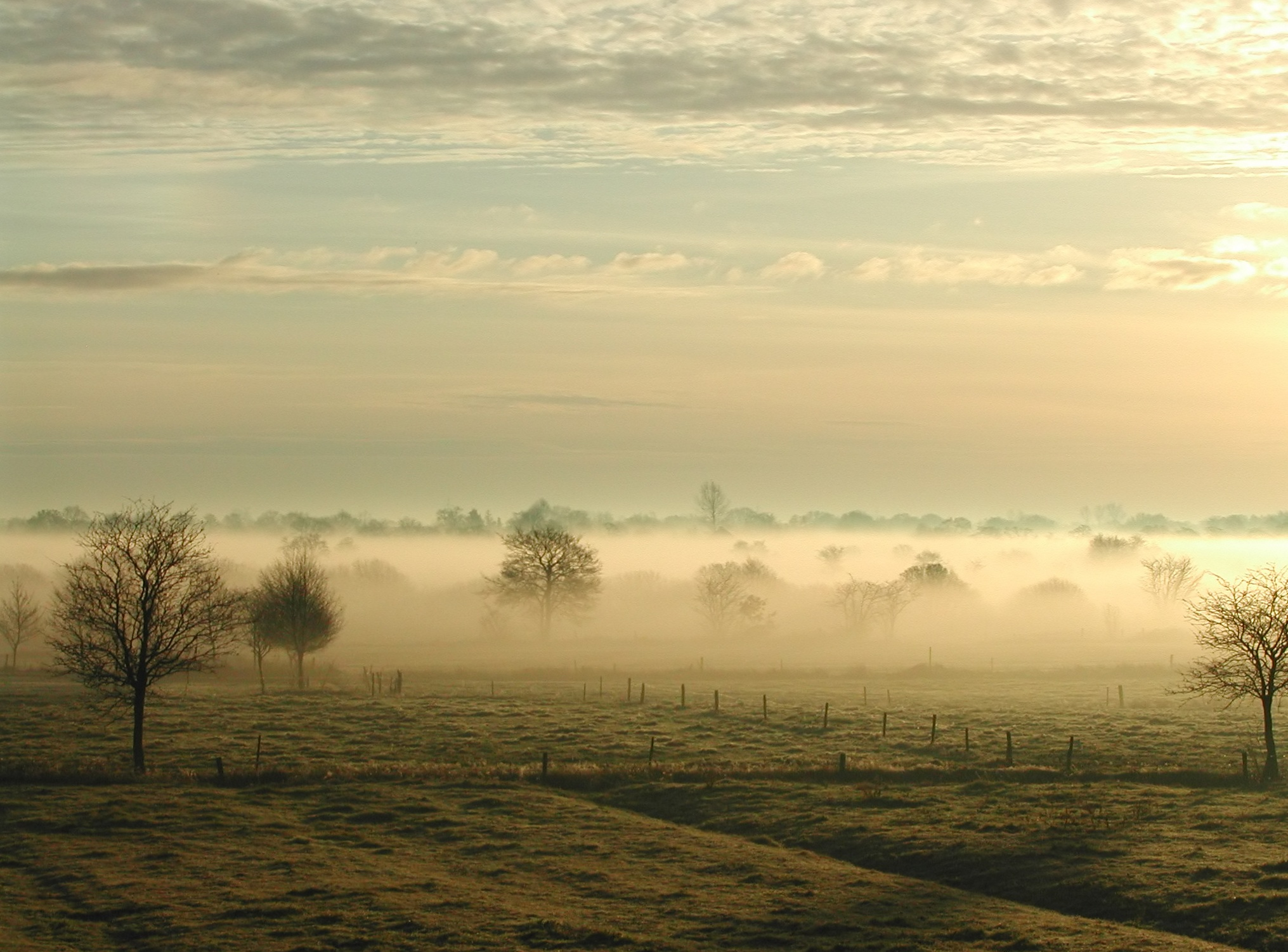
Névoa da manhã na Frísia Oriental, 2003

## Cultura

### Língua
A língua original da Frísia Oriental era o Frísio Oriental, que agora está quase extinto, em grande parte substituído pelo Baixo Saxão do Frísio Oriental. O Frísio Oriental original sobreviveu um pouco mais em vários lugares remotos, como por exemplo nas ilhas, como Wangerooge. Hoje, uma variante moderna da Frísia Oriental pode ser encontrada em Saterland, um distrito próximo à Frísia Oriental. Antigamente, as pessoas da Frísia Oriental, que deixavam suas casas sob pressão, haviam se estabelecido naquela área remota, cercada por mouros e mantinha viva sua língua herdada. Esta língua que forma a menor ilha linguística da Europa é chamada Saterland Frisian ou, por seu próprio nome, Seeltersk. É falado por cerca de 1000 pessoas.
O Baixo Saxão do leste da Frísia (ou o leste da Frísia baixa, como algumas pessoas preferem dizer para uma melhor distinção do leste da Frísia, que é frísio, mas não o baixo saxão) é uma variante do baixo alemão com muitas de suas próprias características devido ao substrato frísio e algumas outras influências originárias da história variada da Frísia Oriental. É semelhante ao dialeto Gronings falado na província holandesa adjacente de Groningen.
Na Alemanha moderna, os frísios orientais em geral são o alvo tradicional das piadas étnicas semelhantes às piadas polonesas nos Estados Unidos. Este é principalmente o caso no norte.[carece de fontes?]

### Chá

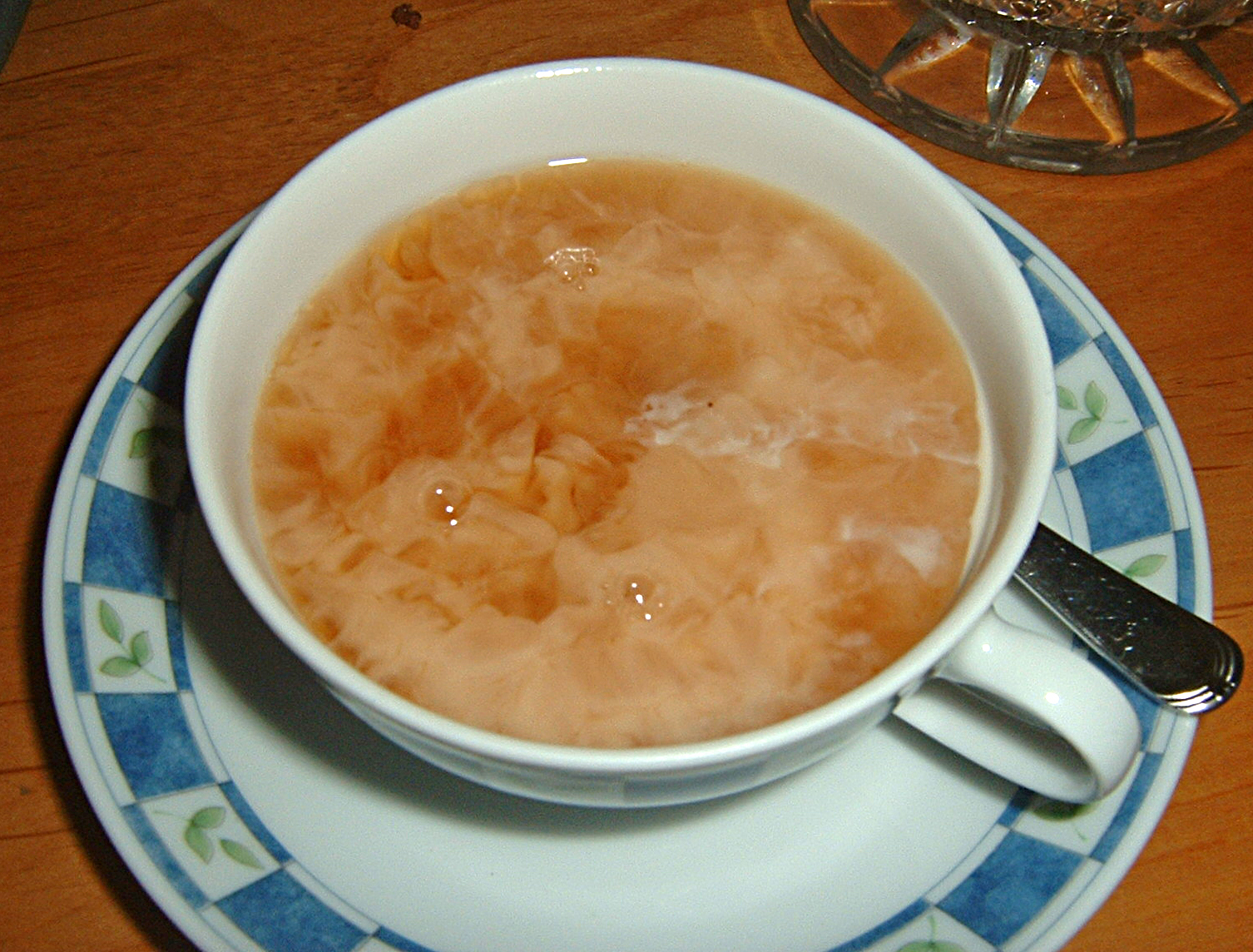
Uma xícara de chá da Frísia Oriental com creme

Em um país que toma café, a Frísia Oriental é conhecida por seu consumo de chá e sua cultura de chá. Per capita, o povo da Frísia Oriental bebe mais chá do que qualquer outro grupo de pessoas, cerca de 300 litros por pessoa por ano. Um chá preto forte é servido sempre que houver visitantes em uma casa ou outro encontro da Frísia Oriental, bem como no café da manhã, no meio da tarde e no meio da noite. O chá é adoçado com kluntjes, um açúcar de bala que derrete lentamente, permitindo que várias xícaras sejam adoçadas. Creme pesado também é usado para dar sabor ao chá. O chá é geralmente servido em xícaras pequenas tradicionais, com pequenos biscoitos durante a semana e bolo em ocasiões especiais ou nos fins de semana como um tratamento especial. O rum marrom, misturado com kluntjes e deixado por vários meses, também é adicionado ao chá preto no inverno. O chá é acusado de curar dores de cabeça, problemas estomacais e estresse, entre muitas outras doenças. O chá não é apenas um tipo de bebida para a população, mas também faz parte de sua tradição cultural. Ao longo dos anos, a região desenvolveu uma cerimônia do chá única que pode ser observada estritamente em famílias mais velhas. Como parte dessas regras, a mulher mais velha da rodada deve servir os outros convidados com chá, começando com o segundo mais velho e depois diminuindo de idade, independentemente do sexo. O "kluntje" deve ser colocado dentro da xícara de chá antes que o chá seja derramado sobre ela. Depois disso, um pouco de creme de leite é adicionado cuidadosamente, como uma camada superior, para criar "nuvens" (wulkjes) que nadam no próprio chá. É proibido agitar o chá, para que as camadas permaneçam suaves, fortes e doces de cima para baixo. Dependendo da região da Frísia Oriental, o chá também pode ser derramado da xícara no pires e bebido a partir daí. Se você não quiser mais chá, terá que colocar a colher na xícara ou o anfitrião irá encher a xícara imediatamente depois que todos na rodada terminarem a xícara de chá atual.

### Religião
Frísia Oriental é predominantemente protestante. Em Rheiderland, Krummhörn e em torno de Emden, a Igreja Reformada (Calvinismo) é a igreja dominante, enquanto em Leer, Norden e Aurich os luteranos são a igreja dominante. No entanto, a igreja principal dos cristãos reformados fica em Leer. Existem 266.000 luteranos e cerca de 80.000 reformados - portanto, cerca de 346.000 dos aproximadamente 465.000 cidadãos da Frísia Oriental professam uma das duas denominações. A Concordata de Emden, em 1599, estabeleceu regras para a cooperação de luteranos e calvinistas no condado da Frísia Oriental. Desde então, é uma característica especial do protestante Landeskirchen, na Frísia Oriental, que luteranos e calvinistas são membros das comunidades da igreja local uns dos outros em lugares, onde apenas um dos dois existe.

## Economia
Frísia Oriental é uma área rural. No entanto, existem alguns locais industriais, como a fábrica de automóveis Volkswagen em Emden e a empresa Enercon (turbina eólica) em Aurich. Leer é, depois de Hamburgo, o segundo local mais importante para as companhias de navegação na Alemanha. Embora do outro lado da fronteira com Emsland, o Meyer Werft também é um empregador importante para os frísios orientais. Os principais locais industriais são os portos de Emden e Leer e Wilhelmshaven, a leste da Frísia Oriental.
Por volta de 1900, muitas pessoas deixaram a Frísia Oriental devido à falta de emprego e emigraram para os Estados Unidos ou qualquer outro lugar. Hoje, a região está novamente sofrendo com a perda de jovens instruídos, que partem para encontrar um emprego melhor, por exemplo, no sul da Alemanha. Muitas comunidades enfrentam um número crescente de idosos, criando problemas estruturais no futuro. Existem poucos trabalhos acadêmicos na área, e esses são focados em engenharia. As universidades mais próximas são em Oldenburg e Groningen.

## Povo
O povo da Frísia Oriental tem laços culturais estreitos com os da Frísia Ocidental, na Holanda, e da Frísia do Norte, na península da Jutlândia. Os frísios migraram para a Alemanha da costa da Holanda no século XII.